# Giacomo Leoni

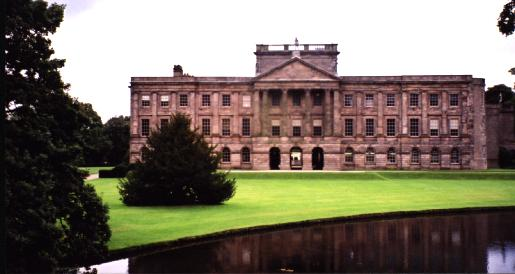
Lyme Park, Cheshire, mansión diseñada por Giacomo Leoni. La mansión Tudor original fue transformada por Leoni en un palazzo italiano. El diseño fue modificado en el con la adición del arquitecto inglés Lewis Wyatt de un cuerpo de edificación en forma de caja que rodea el frontón central. Esta torre achaparrada ocupa el lugar de la cúpula prevista por Leoni.

Giacomo Leoni ( Venecia, 1686 - Londres, 8 de junio de 1746), también conocido como James Leoni, fue un arquitecto de origen italiano recordado por haber contribuido a difundir en las primeras décadas del siglo XVIII el estilo palladiano en la arquitectura inglesa. Era un devoto de la obra del arquitecto renacentista florentino Leon Battista Alberti, que también había sido una inspiración para Andrea Palladio. El palladianismo, que también se conoce libremente como estilo georgiano, tiene sus raíces en la arquitectura del renacimiento italiano.
Habiendo previamente trabajado en Düsseldorf, Leoni llegó a Inglaterra, donde se hizo un nombre, en 1714, con solo 28 años. Sus diseños frescos y despejados, con un toque de extravagancia barroca, atrajeron la atención de prominentes clientes de las artes.

## Primeros años

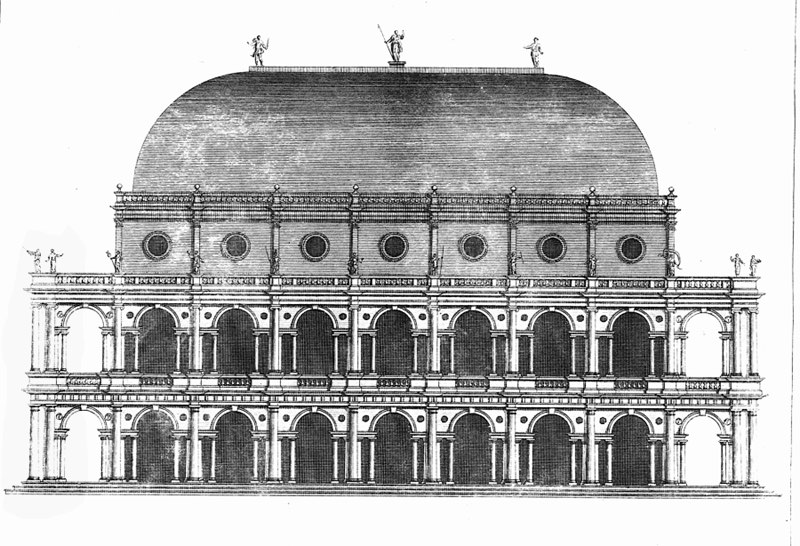
Diseño de Palladio para una basílica como aparece dibujado por Leoni, en su traducción de The Architecture of Palladio in Four Books (3.ª ed. vol. 1, Londres, 1742, Grabado XX).

Los primeros años de Leoni están pobremente documentados. Se sabe de él por primera vez en Düsseldorf, en 1708, y que llegó a Inglaterra en algún momento antes de 1715. Entre 1716 y 1720 publicó en cuotas la primera edición completa en idioma inglés de la obra de Palladio I Quattro Libri dell'Architettura (Los cuatro libros de arquitectura) , que Leoni tituló The Architecture of A. Palladio, in Four Books [La arquitectura de A. Palladio, en cuatro libros]. La traducción fue un gran éxito y tuvo muchas ediciones en los años siguientes (ilustración, izquierda). A pesar de las alteraciones a menudo excéntricas de Leoni a las ilustraciones de Palladio, su edición se convirtió en el principal vehículo para la difusión de la esencia del estilo de Palladio entre los diseñadores británicos. El impacto directo del texto de Palladio fue sobre los clientes, ya que sus caros volúmenes estaban fuera del alcance de la mayoría de los constructores, que podían consultarlos solo brevemente en la biblioteca de un caballero.
En 1738 Isaac Ware, con el apoyo de Richard Boyle, tercer conde de Burlington, produjo una traducción más exacta de la obra de Palladio con ilustraciones que eran fieles a las originales, pero los cambios y las imprecisiones de Leoni siguieron influyendo en palladianismo durante generaciones.
En el frontispiceo de su edición de Palladio, Leoni se titula a sí mismo «Architect to his most serene Highness the Elector Palatine» [arquitecto de su Alteza Serenísima el Elector Palatino], afirmación, sin embargo, que no ha podido confirmarse.
A su volumen de Palladio siguió una traducción al inglés de la obra De re aedificatoria de Leon Battista Alberti , el primer libro moderno sobre las teorías y la práctica de la arquitectura.

## Obras

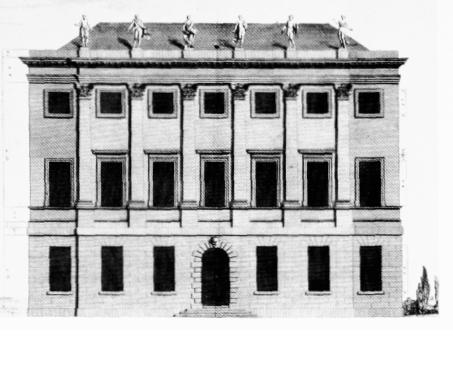
El edificio del 7 de Burlington Gardens, más tarde Queensberry House, en Londres. Primer diseño de Leoni realizado en Inglaterra, un hito arquitectónico importante al ser la primera mansión de Londres que se construyó en una terraza con un «frente de templo antiguo».

La principal habilidad arquitectónica de Giacomo Leoni fue adaptar los ideales de Palladio y Alberti al gusto de las clases terratenientes de la campiña inglesa, sin alejarse demasiado de los principios de los grandes maestros. Hizo la arquitectura palladiana menos austera, y adaptó su trabajo de acuerdo con la ubicación y las necesidades de sus clientes. El uso del ladrillo rojo como material de construcción de las fachadas había comenzado a reemplazar a la piedra tallada en la época de William y Mary. Leoni con frecuencia construiría con ambos materiales, dependiendo de la disponibilidad y de cual fuera autóctona en la zona.
El primer encargo de Leoni en Inglaterra, aunque para clientes relevantes, Henry Grey, primer duque de Kent y James Stanhope, conde de Stanhope y Primer Lord del Tesoro, no fue ejecutado. Su primer diseño construido en el país fue la Queensberry House, en el 7 de Burlington Gardens, para John Bligh, lord Clifton, en 1721. Este iba a ser un importante hito arquitectónico, al ser la primera mansión de Londres que se construyó en una terraza con un «frente de templo antiguo».
A lo largo de su carrera en Inglaterra, Leoni fue responsable del diseño de al menos doce grandes casas de campo y seis mansiones en Londres. También se sabe que diseñó algunas iglesias monumentales y memoriales.

### Lyme Park

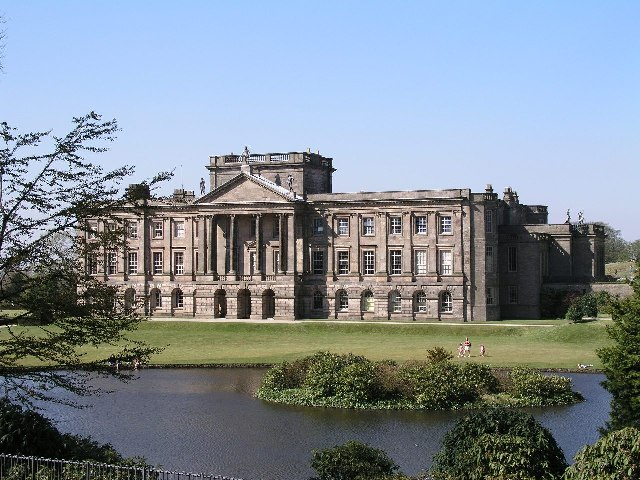
Vista de Lyme Park como se conserva hoy.

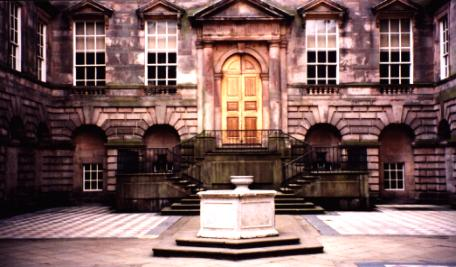
El patio interior, y la entrada principal a Lyme Park. Las paredes almohadilladas y la fenestración evocan un fuerte ambiente italiano, mientras que las arcada manieristas, muchas de ellas ciegas, ocultan las irregularidades del diseño Tudor.

A principios de los años 1720, Leoni recibió uno de sus retos más importantes: transformar la gran casa isabelina de Lyme Hall en un palacio palladiano. Esto lo hizo con tanto respeto que internamente, grandes áreas de la casa quedaron completamente inalteradas, y las tallas de madera de Grinling Gibbons se dejaron intactas. En el patio central Leoni consiguió el estilo palladiano al ocultar con una serie de arcadas alrededor del patio las irregularidades y la falta de simetría de la casa anterior.
La transformación de Lyme fue un éxito. Sin embargo, se ha afirmado que el pórtico central jónico, el punto focal de la fachada sur, quedó un poco estropeado después del añadido que hizo en el siglo XIX el arquitecto inglés Lewis Wyatt, un cuerpo similar a una caja por encima de su frontón. Esta torre achaparrada, conocida como una «canasta» (hamper), está en el sitio en el que Leoni había previsto una cúpula, elemento que fue rechazado por el propietario.
Leoni reconstruyó Lyme en una forma temprana de lo que iba a llegar a ser conocido como estilo palladiano, con las dependencias secundarias, los ambientes domésticos y del personal de servicio dispuestos en una planta baja almohadillada, por encima de la que dispuso un piano nobile, formalmente accesible por una doble escalera exterior desde el patio. Por encima de la planta noble están las habitaciones más privadas y las habitaciones menos formales de la familia.
En una verdadera casa palladiana (una villa diseñada por el mismo Palladio), la parte central detrás del pórtico contendría las habitaciones principales, mientras que las alas más bajas que la flanquean albergarían las dependencias domésticas, por lo general terminando en pabellones que con frecuencia tienen un uso agrícola. Fue esta adaptación de las alas y los pabellones dentro del cuerpo de la casa lo que iba a ser un sello distintivo del palladianismo del siglo XVIII que se extendió por toda Europa, y del que Leoni fue un exponente temprano. En Lyme, mientras que el pórtico central, que descansa sobre una base que recuerda a la palladiana Villa Pisani, domina la fachada, las alas que lo flanquean son cortas, y de la misma altura que el bloque central, y los pabellones de terminación están solamente sugeridos por una ligera proyección en la fachada. Por ello el pórtico de ninguna manera podría ser visto como un corps de logis. Esto ha llevado a algunos críticos a describir el frente sur como de estilo más barroco que palladiano. Sin embargo, en esta primera etapa de su carrera, Leoni parece haber seguir el palladianismo temprano y de inspiración más renacentista que había sido importado en Inglaterra en el siglo XVII por Iñigo Jones. Esto es evidente por su uso de pilastras clásicas a lo largo de la fachada sur, de la misma manera que un siglo antes Jones las había utilizado en Banqueting House y el mentor de Leoni, Alberti, las había empleado en el Palazzo Rucellai en la década de 1440. Estas características, junto con el uso manierista de un pesado almohadillado en la planta baja con arcos y ventanas rebajados, es la razón por la que Lyme parece más "italiano" que muchas otras casas inglesas de estilo palladiano y lo que ha llevado a que sea descrito como «el edificio más audaz de Palladio en Inglaterra».

### Clandon Park

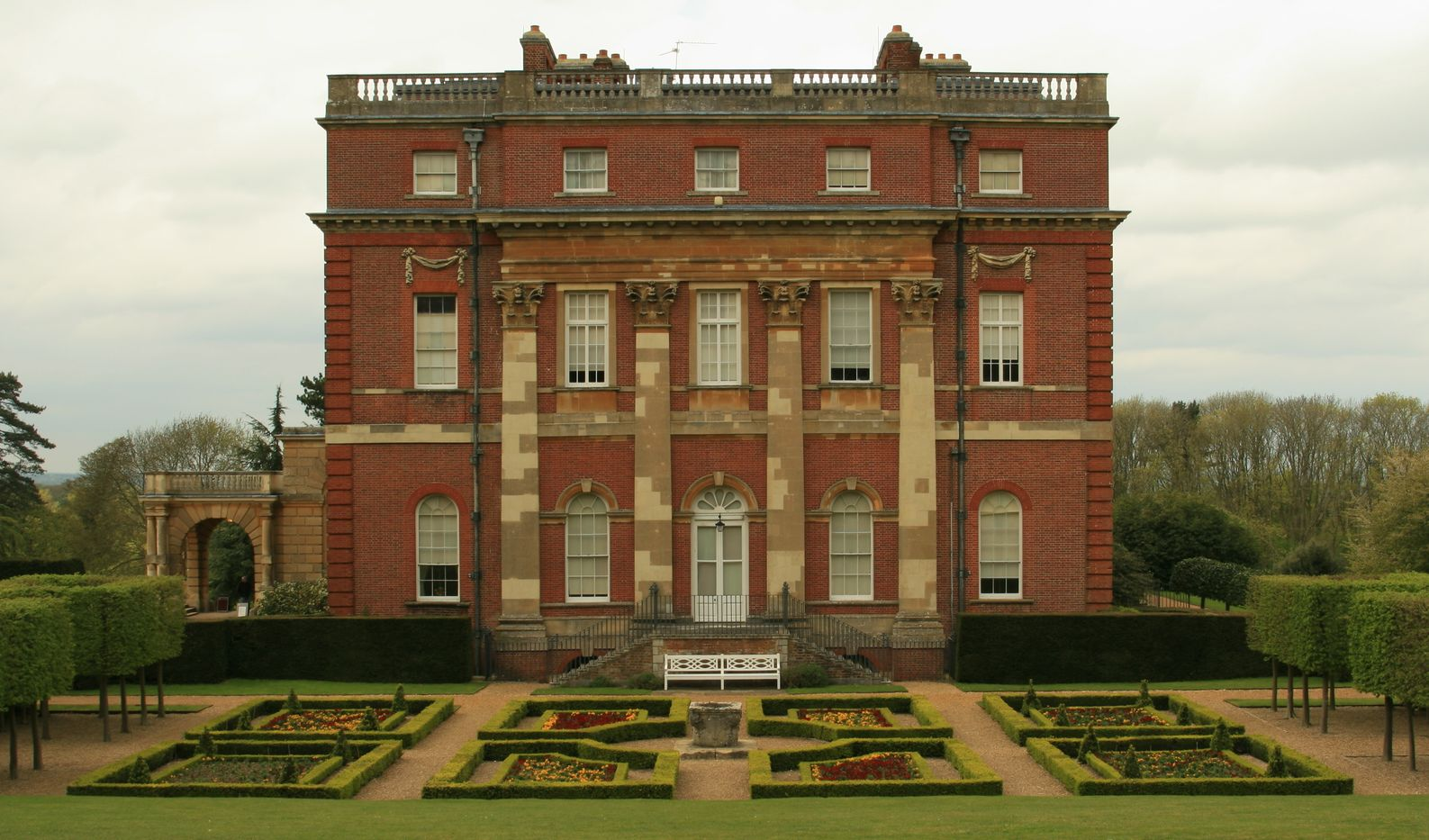
Clandon Park, considerada por muchos como la obra maestra de Leoni.

En 1730 Leoni recibió el encargo de Thomas Onslow, 2.º barón Onslow para construir lo que probablemente sea su obra maestra, Clandon Park. El resultado fue una casa de «exuberante grandeza y, al mismo tiempo entrañable ingenuidad». Esta unión de grandeza e ingenuidad iba a convertirse en propia del estilo de Leoni, mientras mezclaba los estilos barroco y palladiano. Clandon fue construido en ladrillo de color rojo fuego, con el frente oeste revestido con pilastras de piedra y ornamentación de medallones. Los interiores contrastan con el exterior: el enorme vestíbulo de doble altura de mármol está en colores apagados de piedra, para proporcionar un contraste con los vibrantes colores de las contiguas salas de estado. Los interiores se alteraron un poco en el siglo XVIII, pero aquí la casa tuvo la suerte; los cambios se hicieron en el estilo de Robert Adam, por lo que armonizaban con las intenciones originales de Leoni. El vestíbulo de mármol es considerado una de las realizaciones arquitectónicas más imponentes de la Inglaterra del siglo XVIII, al igual que el magnífico trabajo de los techos de yeso. A partir de este momento, la casa permaneció casi sin cambios, hasta el incendio de abril de 2015 que destruyó la casa salvo una habitación. Gran parte de la arquitectura, paredes, techos, suelos y objetos de valor histórico que tenía el edificio fueron destruidos. Actualmente la casa sigue siendo un cascarón.

### Moor Park

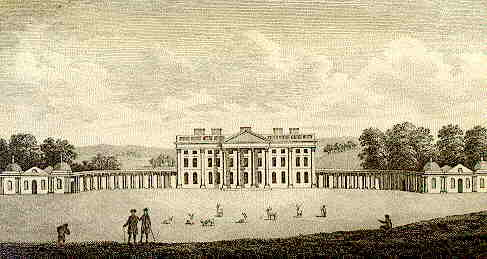
Moor Park durante los años 1780 cuando las columnatas aún estaban in situ. Hoy, el corps de logis superviviente es un club de golf.

Leoni diseñó Moor Park, en Hertfordshire, durante la década de 1720, asistido por el pintor sir James Thornhill. El encargo fue hecho por Bengamin Styles, un empresario después de perder su fortuna en la burbuja de Mar del Sur. Leoni rediseñó por completo la casa, construida originalmente por el duque de Monmouth en 1680, dotándola de un masivo pórtico corintio que conduce a un gran salón con un techo pintado y dorado, con una cúpula al trompe-l'œil, pintada por Thornhill.
La casa tenía similitudes con uno de los proyectos más ambiciosos de Leoni, la Casa Lathom. Ambas eran similares en concepto a la Villa Mocenigo de Andrea Palladio, nunca construida, con alas con grandes columnatas segmentadas que abrazan un cour d'honneur. Hoy en día, las alas han sido demolidas, pero permanece la plaza del corps de logis.
La casa Lathom (demolida en 1929) era realmente una casa palladiana con un gran cuerpo de logis, del que salían columnatas segmentadas gemelas que lo vinculan con dos alas secundarias monumentales de establos y dependencias domésticas. Las alas secundarias o bloques, cada uno coronada con una cúpula, eran similares en estilo a las construidas por Henry Flitcroft para el duque de Bedford veinte años más tarde en la mucho mayor mansión de Woburn Abbey.

### Obras diversas

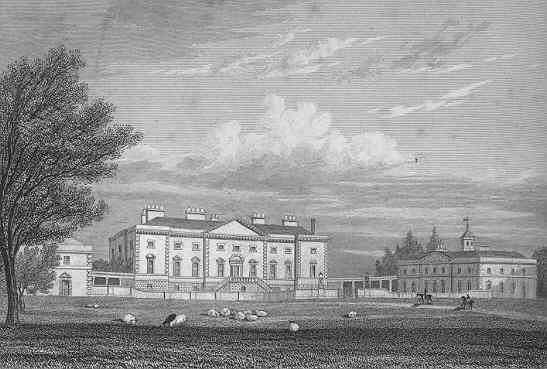
Lathom House, Lancashire. Construida en 1724 para Thomas Bootle por Leoni. Una mansión palladiana con un sótano almohadillado y un tramo de escaleras que conducen a la planta noble. Ligado por columnatas a las alas secundarias. La casa fue demolida en gran medida en 1929.

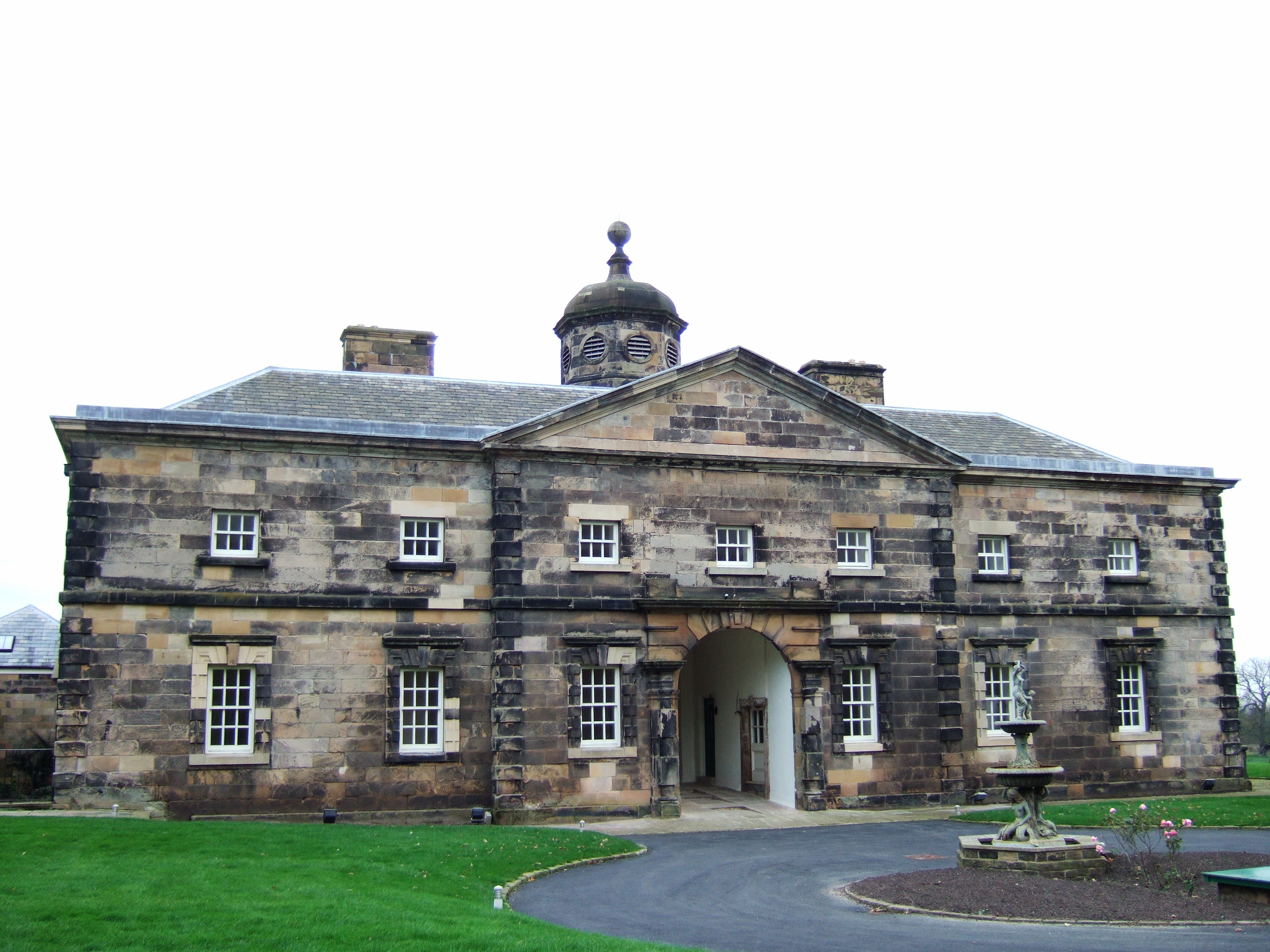
Lathom House, Lancashire, la superviviente ala oeste

Sin embargo, los clientes de Leoni no siempre quedaban satisfechos, sobre todo cuando diseñaba para clientes que desconocían las complejidades de la arquitectura de Palladio. Edward y Caroline Wortley habían encargado a Leoni reconstruir el decaído Wortley Hall. Surgió una magnífica residencia. Sin embargo, en 1800, los Wortleys se quejaban de que no podían moverse en ella, dado que el arquitecto se había olvidado de construir una escalera. Cien años más tarde, una duquesa de Marlborough hizo la misma queja contra el palacio de Blenheim de sir John Vanbrugh. Ambos propietarios habían perdido la comprensión de lo que era una casa construida según un diseño de 'piano nobile'. Un piano nobile es la planta principal, por lo general por encima de la planta baja o semisótano. Tiene todas las habitaciones necesarias para los grandes que habitan la casa. Por lo general, se compone de un salón central (la habitación más grandiosa debajo del frontón central); a ambos lados del salón (en las alas) a menudo hay una sala de retiro un poco menos grande, y luego un dormitorio principal. Después de que tal vez seguiría una habitación más pequeña e íntima, un cabinet ("gabinete"). El punto que tanto la duquesa como los propietarios de Wortley no habían logrado comprender era que los propietarios vivían estando en el piano nobile y no tenían necesidad de ir arriba, por lo que había solo escaleras secundarias/de vuelta que llegaban a las plantas ocupadas por los niños, servidores e invitados menos favorecidos. De hecho, estas casas a menudo no tienen una gran escalera, sino que era externa, con elaborados tramos de escalones de piedra hasta la entrada principal de la planta noble. A partir de las fotografías de Wortley Hall, se pueden ver las altas y grandes ventanas del piano nobile en la planta baja, y las ventanas mucho más pequeñas de las habitaciones secundarias encima. No se requería una gran escalera. Wortley Hall sobrevive hoy como un hotel; los propietarios todavía cuentan la historia del arquitecto olvidadizo. Entre otros diseños de Leoni está Alkrington Hall en Middleton, ahora en Gran Mánchester.

## Influencia

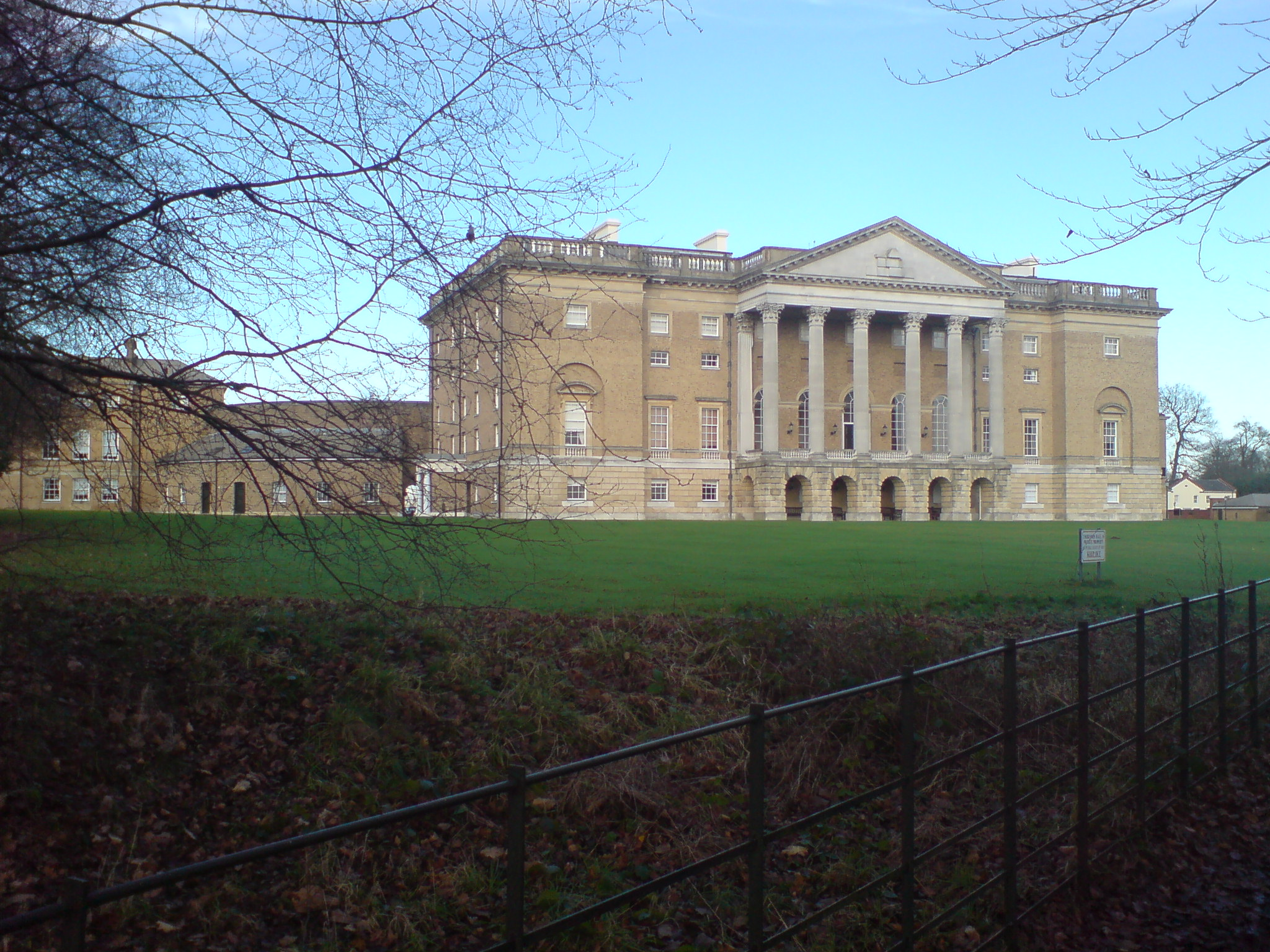
El pórtico de Leoni fue todo lo que sobrevivió al incendio de Thorndon Hall. La casa fue reconstruida por James Paine

Leoni no fue el primero en importar la arquitectura de Palladio a Inglaterra, mérito que le corresponde firmemente a Inigo Jones, que ya había diseñado la Queen's House en Greenwich en 1616 y la más ornada Banqueting House en Whitehall en 1619. Tampoco fue el único arquitecto que siguió los conceptos del palladianismo. William Kent diseñó Holkham Hall en 1734 a la manera de Palladio; Thomas Archer también fue contemporáneo, aunque su obra tendía hacia el estilo barroco que había sido popular en Inglaterra antes del revival palladiano. La arquitectura palladiana fue capaz de florecer en Inglaterra, sin embargo, ya que se adaptaba a las grandes casas de campo que estaban en construcción o siendo remodeladas; porque a diferencia de los franceses, la aristocracia británica daba importancia primordial a sus fincas.
A pesar de todo su trabajo y fama, Leoni no consiguió un gran beneficio financiero. Se conoce que en 1734, Benjamin Mildmay, primer conde de FitzWalter, lord Fitzwalter de Moulsham le dio 25 £ para aliviar su «being in distress». Más tarde, cuando Leoni estaba en el lecho de muerte en 1746, de nuevo lord Fitzwalter le envió otras £8 "par charité" Se sabe que tuvo una esposa, Mary, y dos hijos, uno de los cuales se piensa que pudo haber estado empleado con otro gran exponente del palladianismo Matthew Brettingham.

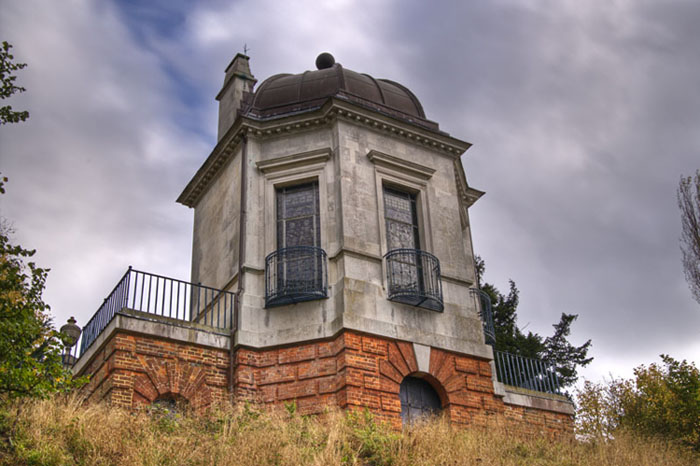
El octogonal Garden Temple, en Cliveden, de Giacomo Leoni

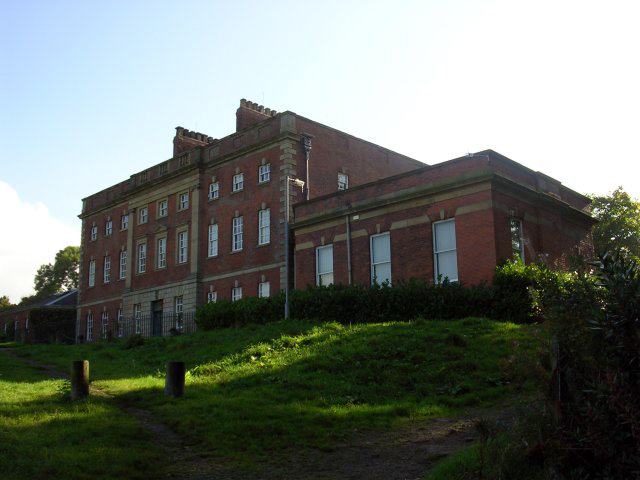
Alkrington Hall construida por Leoni en 1736 para sir Darcy Lever

Leoni no solamente diseñó grandes mansiones. Sus proyectos menores incluyen un templo octogonal para el jardín en Cliveden, para lord Orkney, en 1735; un arco elegante en la más pura tradición palladiada, en Stowe, para el marqués de Buckingham; y un puente de piedra de Portland, en Carshalton. Leoni se cree que habría diseñado una nueva iglesia cuando trabajaba para el 8th Lord Petre en Thorndon Hall, Essex. La iglesia original habría sido barrida para hacer espacio para la nueva mansión que se estaba diseñando allí.
Hoy en día es difícil evaluar las obras de Leoni ya que muchas se ha destruido. Entre sus casas de campo, Moulsham, construida en 1728, fue derribada en 1816; Bodecton Park, completada en 1738, fue demolida en 1826 y Lathom, completada alrededor del año 1740, se perdió como tantas otras casas de campo inglesas en el siglo XX. A principios del siglo XX, el estilo de palladianismo que los libros y obras de Leoni tanto hicieron por promover, era tan quintaesencialmente inglés que el hecho de que fuese considerada puramente italiana en el momento de su creación fue olvidado en gran parte. Tan nativo de Inglaterra parece que, en 1913 —en un momento de gran orgullo por todas las cosas británicas— la nueva fachada principal de sir Aston Webb para el Buckingham Palace se parecía mucho al 'palazzo' italiano de Leoni .

## Muerte y legado

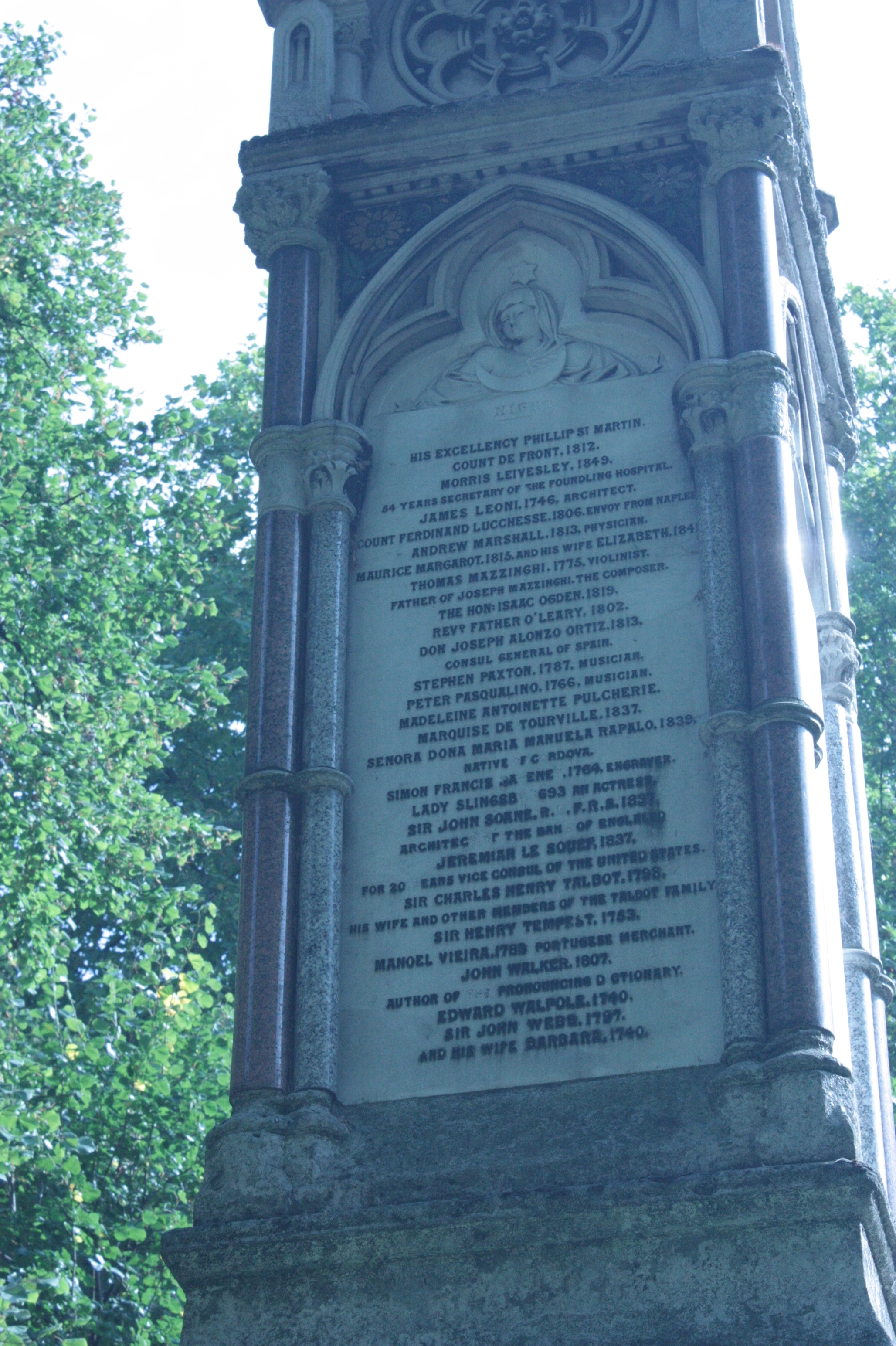
El nombre de Leoni en el Burdett Coutts Memorial, Old St Pancras Churchyard, Londres (detalle)

Giacomo Leoni murió en 1746 y fue enterrado en el viejo cementerio de San Pancracio en Londres. Su nombre aparece en el monumento erigido en 1879 en el cementerio por la baronesa Burdett Coutts entre las importantes tumbas perdidas.
En el momento de su muerte, el palladianismo había sido ya adoptado por toda una nueva generación de arquitectos británicos que trabajan las formas clásicas, y permaneció de moda hasta que fue sustituido por las interpretaciones neoclásicos de arquitectos como Robert Adam.
Su prevista publicación final, que habría añadido a una evaluación de su obra Treatise of Architecture and ye Art of Building Publick and Private Edifices—Containing Several Noblemen's Houses & Country Seats [Tratado de Arquitectura y también el Arte de los Edificios Públicos y de los Edificios Privados —conteniendo varias casas de nobles y casas señoriales] pudo haber sido un libro de sus propios diseños e interpretaciones. Se quedó sin terminar en el momento de su muerte.